# بيت بن غوريون

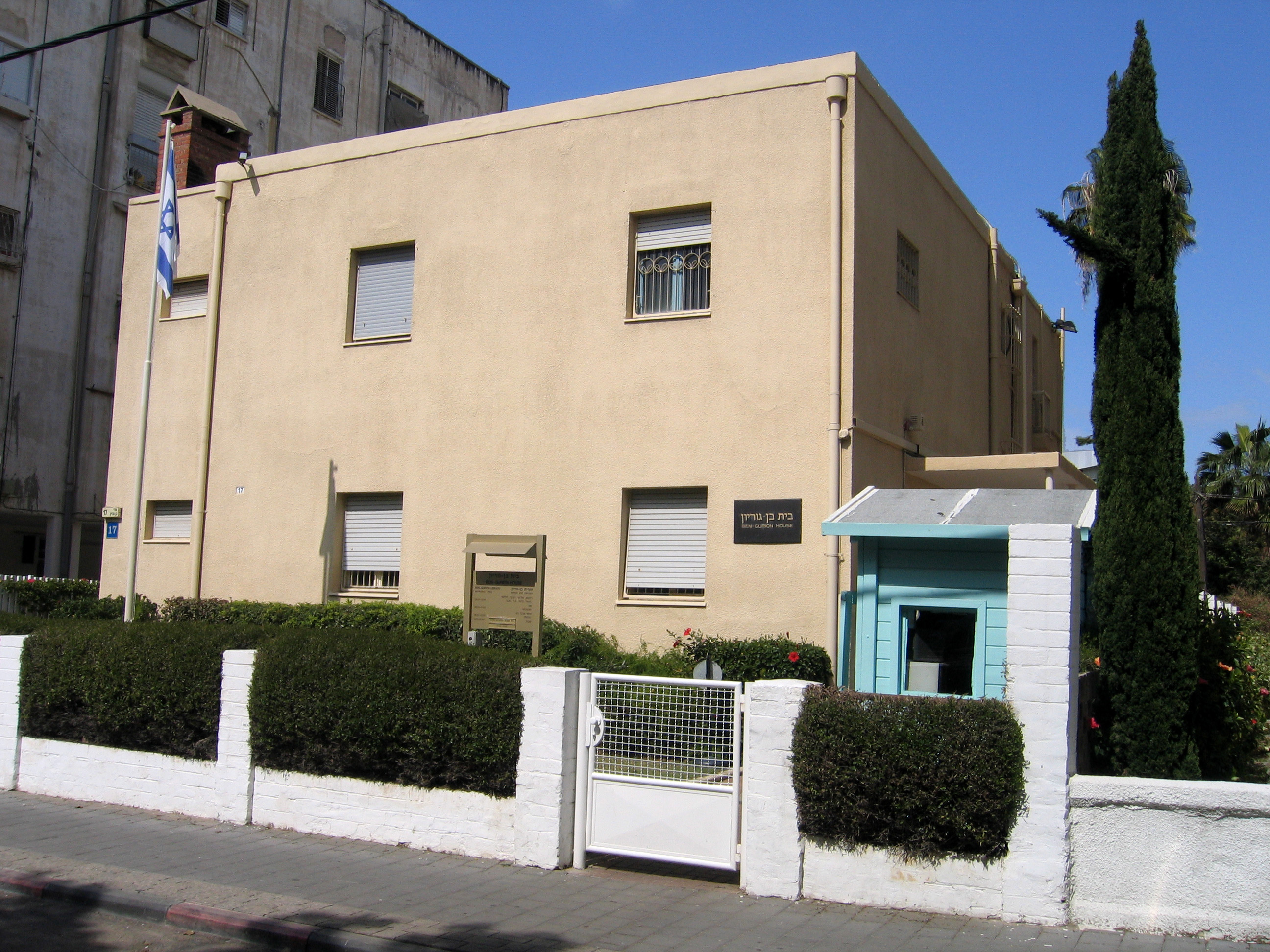
واجهة البيت

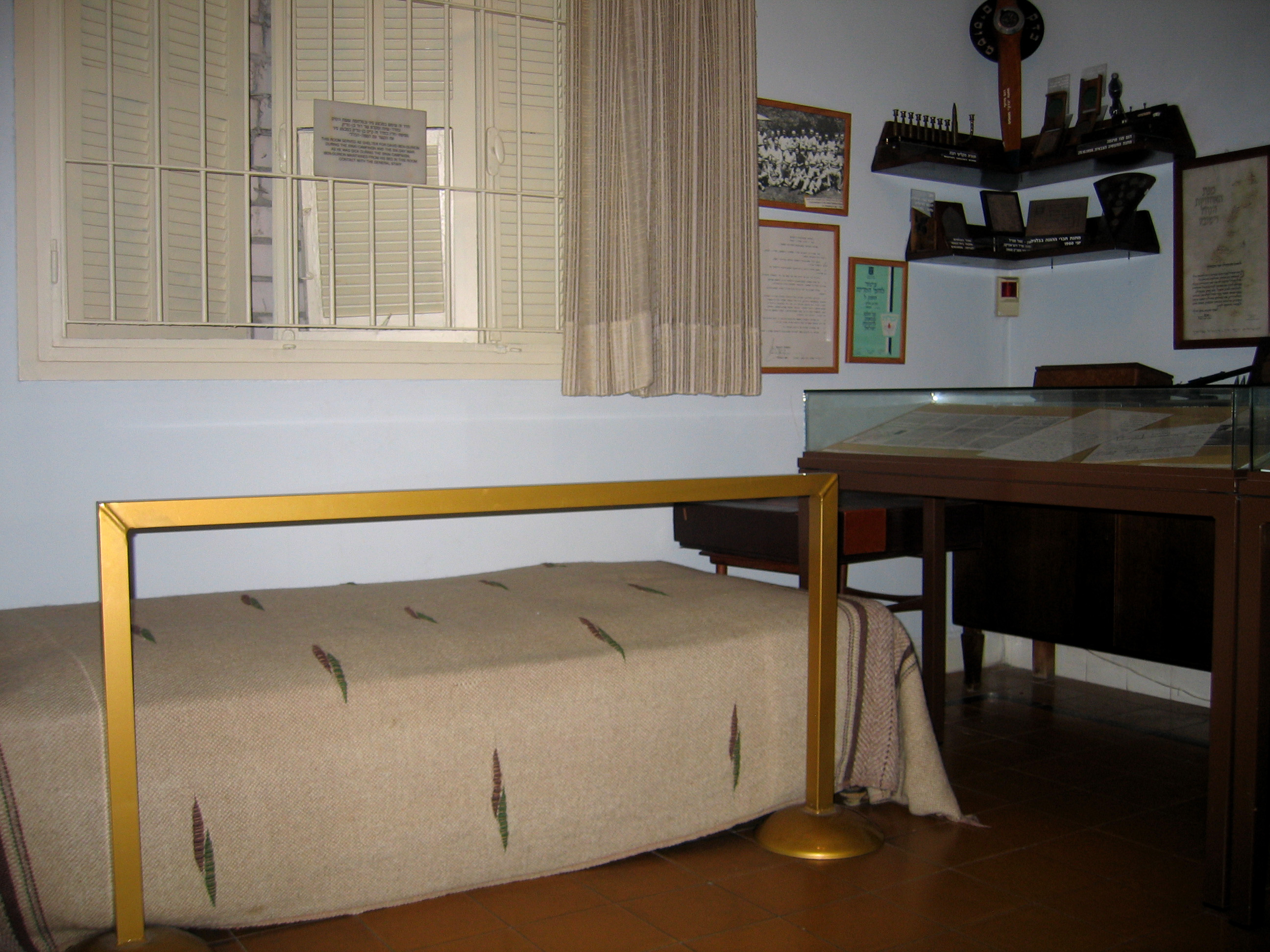
غرفة رينانا في الطابق الأول

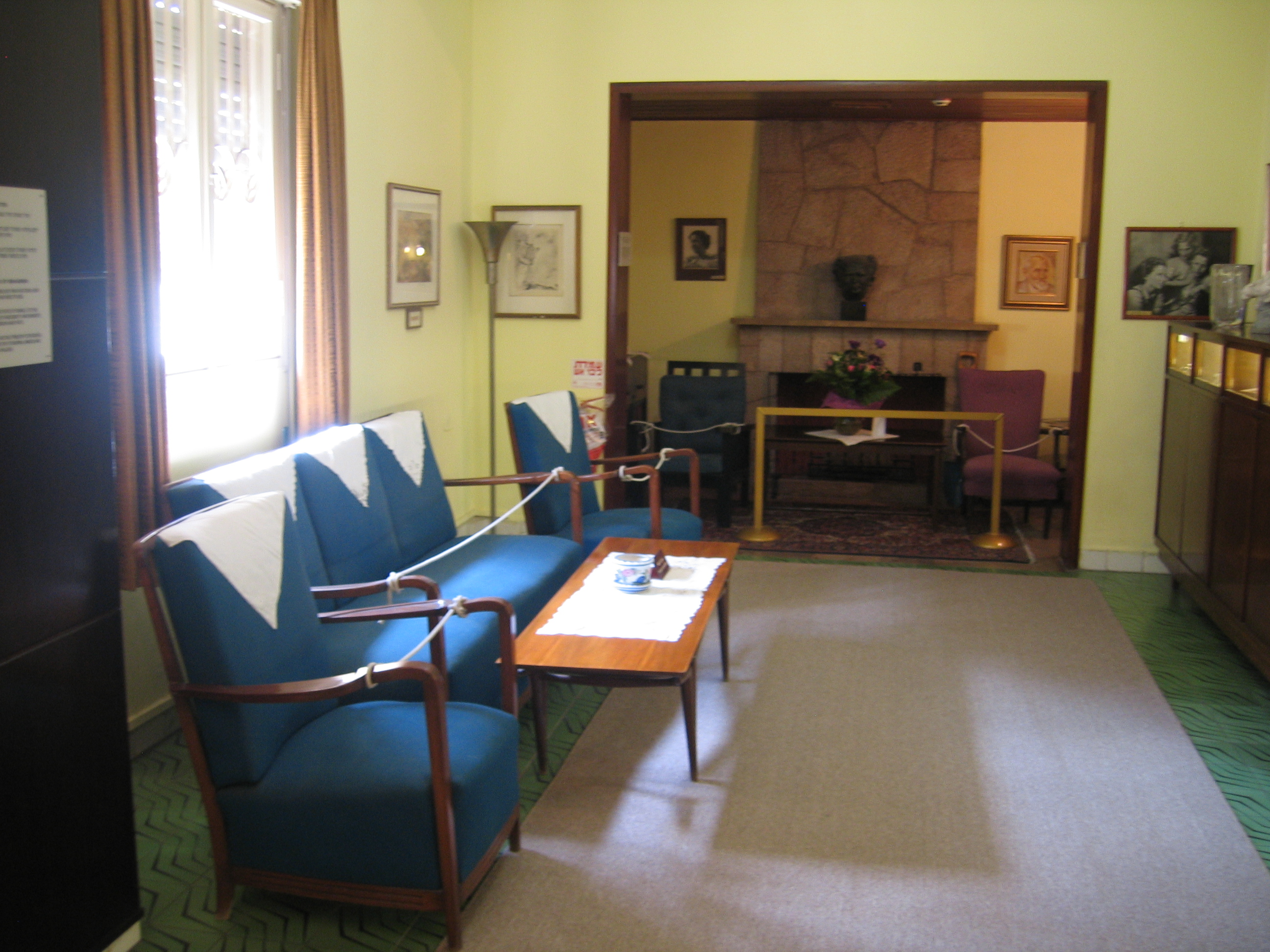
غرفة الضيوف في الطابق الأول

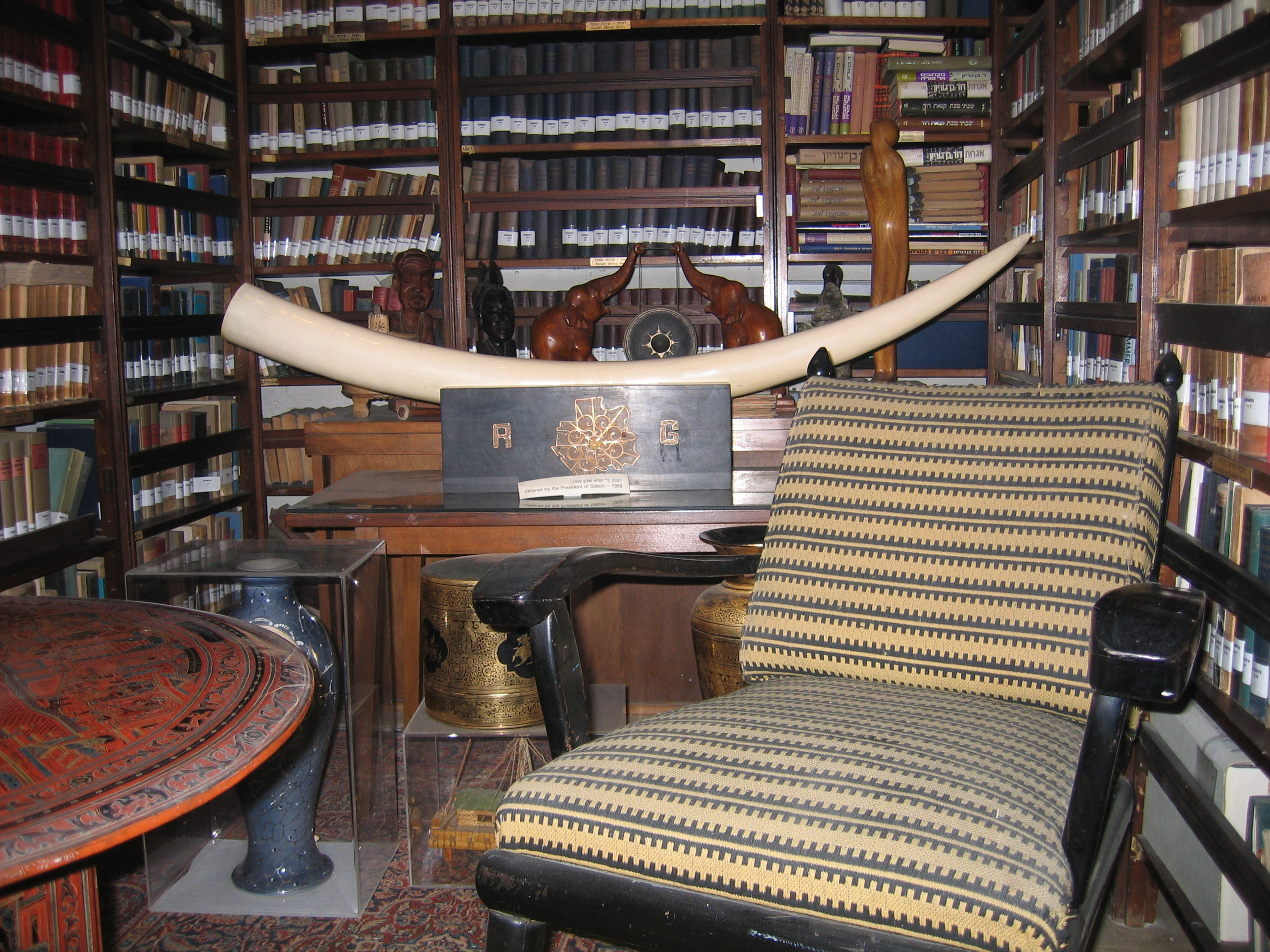
قسم المكتبة في الدور الثاني

بيت بن غوريون هو متحف ومنزل تاريخي في تل أبيب، وكان مقراً بين عامي 1931 و 1953 لعائلة الزعيم الصهيوني قبل إنشاء الدولة ثم أول وزير دفاع وأول رئيس الوزراء لإسرائيل، دافيد بن غوريون.
اتخذه حتى وفاته في عام 1973 كمسكن إضافي، إلى جانب اثنين آخرين، أحدهما خاص وهو «كوخ بن غوريون» في كيبوتس سديه بوكير في النقب (المعروف باسم منزله الصحراوي)، والآخر هو المقر الرسمي كرئيس وزراء لإسرائيل خلال ولاياته المتعددة كرئيس للحكومة،  وهو معروف باسم «بيت جوليوس ياكوبس» ويقع في حيرحافيا في القدس.
ويقع بيت بن غوريون في 17 شارع بن غوريون شمال تل أبيب. 

## التاريخ والبناء
تم بناء المنزل في عامي 1930-1931، وعاش فيه دافيد بن غوريون وعائلته من يونيو 1931 حتى 1953، عندما انتقلوا إلى منزل خشبي صغير في كيبوتس سديه بوكير في صحراء النقب، وبعد ذلك عادوا إلى البيت في تل أبيب ليقضوا فيه فترة قصيرة من كل عام. 
وشيد المنزل على أرض تابعة للصندوق القومي اليهودي. وكان الشارع الواقع فيه اسمه شارع الصندوق القومي اليهوي وتغير إلى شارع بن غوريون بعد وفاته في عام 1973.
صمم المنزل المهندس دافيد توفيا،  وكعادة المنازل في «أحياء العمال» في إسرائيل في ذلك الوقت، كان المنزل يحتوي على غرفة واحدة فقط، وكانت تساوي 350 جنيهًا فلسطينياً.  وطلبت عائلة بن غوريون الإذن ببناء طابق ثان، ومنحت الموافقة.  وتم توسيع المنزل في عام 1946، وتم تجديده في عام 1960. 

### الطابق الأول
احتوى الطابق الأول على غرفة ابنة بن غوريون الثانية، رينانا. واستخدم بن غوريون تلك الغرفة خلال أزمة السويس (المعروفة باسم«عملية قادش») كملجأ وغرفة نوم. ومن هذه الغرفة أجرى بن غوريون اتصالاته مع موشيه ديان، رئيس أركانه آنذاك، ومن هناك كان يتلقى آخر التطورات في الخطوط الأمامية بشأن تقدم العملية.

### الطابق الثاني
يضم الطابق الثاني مكتبة من أربع غرف ومرحاض وغرفة نوم، وكان يخص بن جوريون فقط في ذلك الوقت.
تحتوي المكتبة على مجموعته الشخصية من الدوريات و 20000 كتاب باللغات اليونانية القديمة واللاتينية والإنجليزية والعبرية والفرنسية والتركية والألمانية والروسية ولغات أخرى.  وتدل المكتبة المعروفة بحجمها غير العادي، فكرة عن مجالات اهتمام بن غوريون. وتتناول الكتب بشكل أساسي مواضيع الصهيونية والتاريخ والثقافات والأديان المختلفة ومجموعات كتب الكتاب المقدس العبري.[محل شك] وكتب أخرى. وتُظهر الكتب العديدة عن جنود الجيش الإسرائيلي الذين سقطوا، الأهمية التي أولها بن غوريون لهذا الموضوع.
كانت إحدى غرف المكتبة بمثابة غرفة دراسة لبن غوريون، حيث كان له ركن دراسة خاص به، وكان يدون فيه يومياته. كما احتوت على هاتف خاص، الذي كان عبارة عن خط مباشر لمكتب وزارة الدفاع.
في 13 مايو 1948، استضاف بن غوريون أعضاء الحكومة الإسرائيلية المؤقتة: أهارون زيسلينج ويهودا ليب ميمون وموشيه شاريت، حيث صاغوا النسخة النهائية من إعلان الاستقلال الإسرائيلي (المعروف باسم «ميجيلات هاعاتزموت»). وفي اليوم التالي، توجهوا من هذا المنزل إلى منزل ديزنغوف، المعروف الآن باسم قاعة الاستقلال، التي كانت متحف تل أبيب للفنون في ذلك الوقت، حيث أعلن بن غوريون عن إقامة دولة إسرائيل.

## البيت الآن
طلب بن غوريون في وصيته التنازل عن المنزل لدولة إسرائيل.
بعد ثلاث سنوات من وفاة بن غوريون، صدر قانون بن غوريون لعام 1977، الذي ينص على أن المنزل سيكون مفتوحًا للجمهور، وسيكون بمثابة متحف تخليدا لذكرى بن غوريون وإحياء لذكرى إرثه، وكذلك «كمركز للقراءة والمراجعة والبحث» كما طلب بن غوريون نفسه.
تم افتتاح المنزل للجمهور في 29 نوفمبر 1974، واعتبارًا من ذلك اليوم، يتم تنظيم الجولات والندوات المصحوبة بمرشدين في المنزل، بهدف تصوير شخصية بن غوريون وعمله الحياتي كقائد للشعب الإسرائيلي. وبالإضافة إلى ذلك، تُعرض في المنزل تذكارات ووثائق تاريخية وألقاب بن غوريون التي مُنحت له عندما كان رئيسًا للوزراء.
الجادة التي يقع فيها المنزل، كانت تسمى في الوقت الذي عاش فيه بن غوريون، شارع كيرين كايميت («شارع الصندوق الوطني اليهودي»)، وأعيد تسميتها جادة بن غوريون بعد وفاة بن غوريون. ثم تم نقل اسم شارع كيرين كايميت إلى شارع مركزي داخل حي شمال تل أبيب، في ضاحية «إيفر ها ياركون»، ولا يزال يحمل اسم الصندوق القومي اليهودي حتى اليوم.

## روابط خارجية
- الموقع الرسمي لمنزل بن غوريون باللغة الإنجليزية.